# Avarski Kaganat
Avarski Kaganat naziv je za avarsku državu koja je postojala u srednjoj Europi između 6. i 8. stoljeća. Osnovali su je Avari, narod turkijskog podrijetla, koji se doselio na te prostore 567. godine iz istočne Europe. Prema nekim izvorima, Kaganat je bio avarsko-slavenska država, jer su u njoj, pored Avara, znatan dio stanovništva činili i Slaveni, u statusu pokorenog stanovništva i vojnih saveznika Avara. 
Kaganat su uništili Franci 796. godine, nakon čega je njegovo područje podijeljeno između Franačke države i Bugarskog carstva. Američki znanstvenik Patrick Garry smatra da je raspadom ogromnog Avarskog Carstva došlo do rađanja "novih" naroda, odnosno novih etničkih identiteta - Hrvata, Srba i Bugara.

## Vladari
- Kandik
- Bajan
- Bajan II.
- Abraham
- Teodor

## Vanjske poveznice
- Zemljovid kaganata